# Casa de la Palmera
La Casa de la Palmera és una obra de Cadaqués (Alt Empordà) inclosa a l'Inventari del Patrimoni Arquitectònic de Catalunya.

## Descripció
Situada al sud del nucli històric de la població, davant de la punta des Fosso.
Es tracta d'un edifici entre mitgeres de planta rectangular, distribuït en planta baixa i pis, amb la coberta a dues vessants de teula. Presenta un jardí a la part posterior, orientat a mar, i un pati interior que organitza la disposició de les diferents habitacions.
La façana principal té un portal rectangular amb llinda monolítica de pissarra, que presenta la data 1733 i una creu de Caravaca. La façana encarada a mar té adossat un embigat de fusta, sustentat per tres pilars quadrats bastits amb pedra pissarra, de la mateixa manera que la tanca que delimita la finca. Cal destacar les gelosies de convent d'algunes finestres presents a l'edifici. Tota la construcció es troba arrebossada i pintada de color blanc.

## Història
La casa va ser reformada i ampliada al segle XX per l'arquitecte Raimon Duran i Reynals (Barcelona 1895-1966), membre del GATPAC (Grup d'Arquitectes i Tècnics Catalans per al Progrés de l'Arquitectura Contemporània).